# Poulaillers' Song
Pistes de Jamais content
J'ai perdu tout ce que j'aimais La p'tite Bill
Poulaillers' Song est une chanson d'Alain Souchon parue en 1977 dans l'album Jamais content, puis reprise en single en 1978. Elle est de nouveau reprise dans les albums Olympia 83 (1983), Nickel (1990), Le Concert (2016) et Ici & là, en concert au Dôme de Paris (2022)

## Thèmes
En quelques couplets, le chanteur se moque de la bourgeoisie française, dont les membres sont comparés à des volailles. Au demeurant le titre allie un terme français évoquant les poulaillers et un mot anglais, (« song ») signifiant « chanson ». Le titre peut être entendu comme « la chanson des poulaillers »
Il dénonce notamment ceux qui s'opposent au camping sauvage et qui se plaignent du fait que de nombreux jeunes refuseraient de travailler ; il évoque aussi le sentiment de xénophobie (« la djellaba, c'est pas ce qu'il faut sous nos climats ») et le sentiment d'insécurité (« à Rochechouart, y'a des taxis qui ont peur du noir »).
Il contrefait en fin de chanson la voix de Valéry Giscard d'Estaing, alors président de la République en 1977, qui se qualifiait alors de « libéral avancé » ; Souchon transforme cette expression en « rétrograde avancé ».